# Eranina piriana
Eranina piriana là một loài bọ cánh cứng trong họ Cerambycidae.